# Садок Судей
«Садок Судей» — альманах, первый в истории русской литературы литературно-художественный сборник произведений русских футуристов. Два выпуска альманаха вышли в 1910 и 1913 годах.

## «Садок Судей I» (1910)
Деятельность Николая Кульбина, который выпустил сборник «Студия импрессионистов», не очень устраивала Василия Каменского, Давида Бурлюка и Велимира Хлебникова. Они основали собственную группу, назвав её «будетляне» (от слова будет), и начали готовить выпуск сборника, который по предложению Хлебникова решено было назвать «Садок судей», причём под «судьями», возможно, подразумевались сами участники группы.

### Издание
Книга была напечатана в апреле 1910 года тиражом 300 экземпляров в петербургском издательстве «Журавль» Матюшина и Гуро (в типографии Кюгельген и Ко.). По другим источникам, было отпечатано 480 экз., но поскольку счёт не был оплачен, весь тираж, кроме полученных Каменским 20 экз., остался на складе, а потом и вовсе пропал.
Формат был небольшой, карманный (12,2 × 11,8 см). Текст был напечатан на оборотной стороне обоев одного рисунка двух разных оттенков (зеленовато-розового и голубовато-жёлтого). Третий вариант обоев использовался в качестве обложки. Заглавие, набранное на полосе бумаги, было наклеено на обложку. Как вспоминал Каменский, «рисунок обоев бедных квартир» был оставлен «чистым на левых страницах как украшение». Давид Бурлюк обосновывал символизм использованных обоев: « … всю жизнь вашу пройдем огнем и мечом литературы: под обоями у вас клопы да тараканы водились, пусть живут теперь на них молодые, юные, бодрые стихи наши».
Книга была набрана без буквы ѣ, твёрдого знака на конце слов, фиты, ижицы, а также без знаков препинания. В ней отсутствовали титулы и оглавления, поэтические и прозаические тексты шли единым потоком, заголовки и фамилии авторов помещались в виде ремарок на полях, названия заменялись порядковыми номерами opus’ов.
9 рисунков для издания исполнил Владимир Бурлюк — он сделал 6 портретов участников сборника (Хлебникова, Каменского, Гуро, братьев Бурлюков и С. Н. Мясоедова; без портретов остались Е. Низен и А. Гей), три иллюстрации к отдельным стихам Каменского, Гуро и Хлебникова и концовку с изображением змеи. Работа шла на квартире Гуро и Матюшина. Рисунки воспроизведены штриховой цинкографией.
Книга является библиографической редкостью и обладает большой ценностью. Каждый сохранившийся экземпляр уникален в связи с тем, что печатался он на обоях нескольких видов, рисунок которых каждый раз по-новому сочетался с печатным текстом.

### Содержание и восприятие
Манифеста в начале сборника не было, однако первый текст — сборник ор.1 Каменского «Жить чудесно» — выполнял его функции. Из произведений Хлебникова в сборнике были напечатаны «Зверинец», первая часть драмы «Маркиза Дэзес» и начало поэмы «Журавль».
Бурлюк говорил, что «Садок» «…всем существом своим был подмётной книгой» и жалел, что эти качества не удалось донести до читателя — экспериментальный характер сборника современниками остался не замечен. Футуристы распространяли свой сборник неожиданными способами. Уходя с одного из вечеров на «Башне» В. И. Иванова, братья Бурлюки «насовали всем присутствующим в пальто и шинели в каждый карман по „Садку“» а Каменский и Николай Бурлюк, читая стихи во время своих выступлений, постоянно «размахивали» экземплярами сборника.
Сборник был воспринят как открытая конфронтация с литературным миром. Валерий Брюсов писал о нём: «Сборник переполнен мальчишескими выходками дурного вкуса, и его авторы прежде всего стремятся поразить читателя и раздразнить критиков». Критика особо выделяла стихи Каменского. По словам Н. С. Гумилёва, «его бесчисленные неологизмы, подчас очень смелые, читатель понимает без труда и от всего цикла стихов уносит впечатление новизны, свежей и радостной».
Кручёных, который в 1-м сборнике не участвовал, описывал свои впечатления так: «Книги Гилеи выходили на скромные средства Д. Бурлюка. Садок судей I и II вывезли на своем горбу Е. Гуро и М. Матюшин. Кстати, „Садок судей“ I — квадратная пачка серенькой обойной бумаги, односторонняя печать, небывалая орфография, без знаков препинания (было на что взглянуть!) — мне впервые попался на глаза у В. Хлебникова. В этом растерзанном и зачитанном экземпляре я впервые увидел хлебниковский „Зверинец“ — непревзойденную, насквозь музыкальную прозу. Откровением показался мне и свежий разговорный стих его же пьесы „Маркиза Дезес“, оснащенный редкостными рифмами и словообразованиями. Чтобы представить себе впечатление, какое тогда производил сей сборник, надо вспомнить его основную задачу — уничтожающий вызов мракобесному эстетизму „аполлонов“. И эта стрела попала в цель. Недаром после реформы правописания аполлонцы, цепляясь за уничтоженные яти и еры, дико верещали: — И вместо языка, на коем говорил Пушкин, раздастся дикий говор недоученных футуристов. Так озлило их, такие пробоины сделало в их бутафорских „рыцарских щитах“, так запомнилось им даже отсутствие этого достолюбезного „ятя“ в „Садке“ !…».
Сами новаторы свой сборник ценили высоко. Когда через несколько лет авторы «Первого журнала русских футуристов» стали собирать «Материалы для истории русских литературных нравов», о своих истоках они заявили так: «В 1910 году вышла книга „Садок Судей (1)“ — в ней гениальный Виктор Хлебников встал во главе русской новой литературы. В этой книжке, напечатанной на обоях, впервые был указан новый путь поэтического творчества».

## «Садок Судей II» (1913)

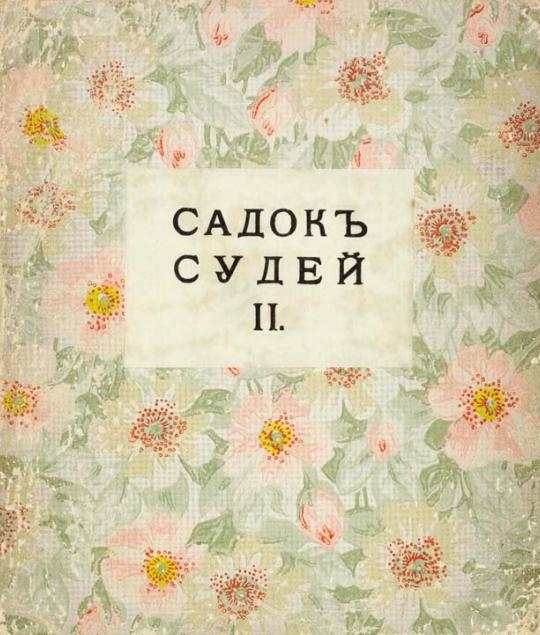
Обложка 2-го выпуска

Второй сборник под тем же названием был издан теми же футуристами, но уже с приглашением участников группы «Гилея». Он также был опубликован в издательстве «Журавль» (типография издательства «Наш век»). Подготовка второго выпуска началась в конце 1912 по инициативе Матюшина.
Тираж сборника составлял 800 экземпляров, он вышел из типографии в феврале 1913 года. Принцип остался тем же: обложка из цветных обоев, тонированная голубая (в части тиража — зелёная) бумага, тот же принцип набора текста.
Рисунки для издания исполнили Наталья Гончарова («Лес» и «Голова клоуна»), Михаил Ларионов («Портрет японской артистки Гонако» и «Лучистый портрет с Н.Гончаровой»), Владимир Бурлюк, Давид Бурлюк и Елена Гуро (для сборника «Небесные верблюжата»). Рисунки были воспроизведены с помощью штриховых клише. Подготовительные материалы к обоим выпускам хранятся в фонде Матюшина (Ф.656) в РО ИРЛИ (Пушкинский Дом), оригиналы рисунков Гуро (тушь) — в фонде Гуро (Ф.631. № 36) там же.
Манифест в начале сборника был подписан Давидом и Николаем Бурлюками, Гуро, Маяковским, Низен, Хлебниковым, Лившицем и Кручёных. В нём озвучивались новые принципы творчества.
Книга также является библиографической редкостью,

## Авторы
- Бурлюк, Владимир Давидович (№ 1, 2 — иллюстрации)
- Бурлюк, Давид Давидович (№ 1,2)
- Бурлюк, Николай Давидович (№ 1, 2)
- Гей А. (Городецкий А. М.) (№ 1)
- Гончарова, Наталья Сергеевна (№ 2 — иллюстрации)
- Гуро, Елена Генриховна (№ 1, 2; издатель)
- Каменский, Василий Васильевич (№ 1)
- Кручёных, Алексей Елисеевич (№ 2)
- Ларионов, Михаил Федорович (№ 2 — иллюстрации)
- Лившиц, Бенедикт Константинович (№ 2)
- Матюшин, Михаил Васильевич (издатель)
- Маяковский, Владимир Владимирович (№ 2)
- Малороссиянка Милица, 13 лет (Дзигановская Е. А.) (№ 2)
- Мясоедов С. Н. (№ 1)
- Низен, Екатерина Генриховна (№ 1, 2)
- Хлебников, Велимир (№ 1, 2)